# MAN TGA

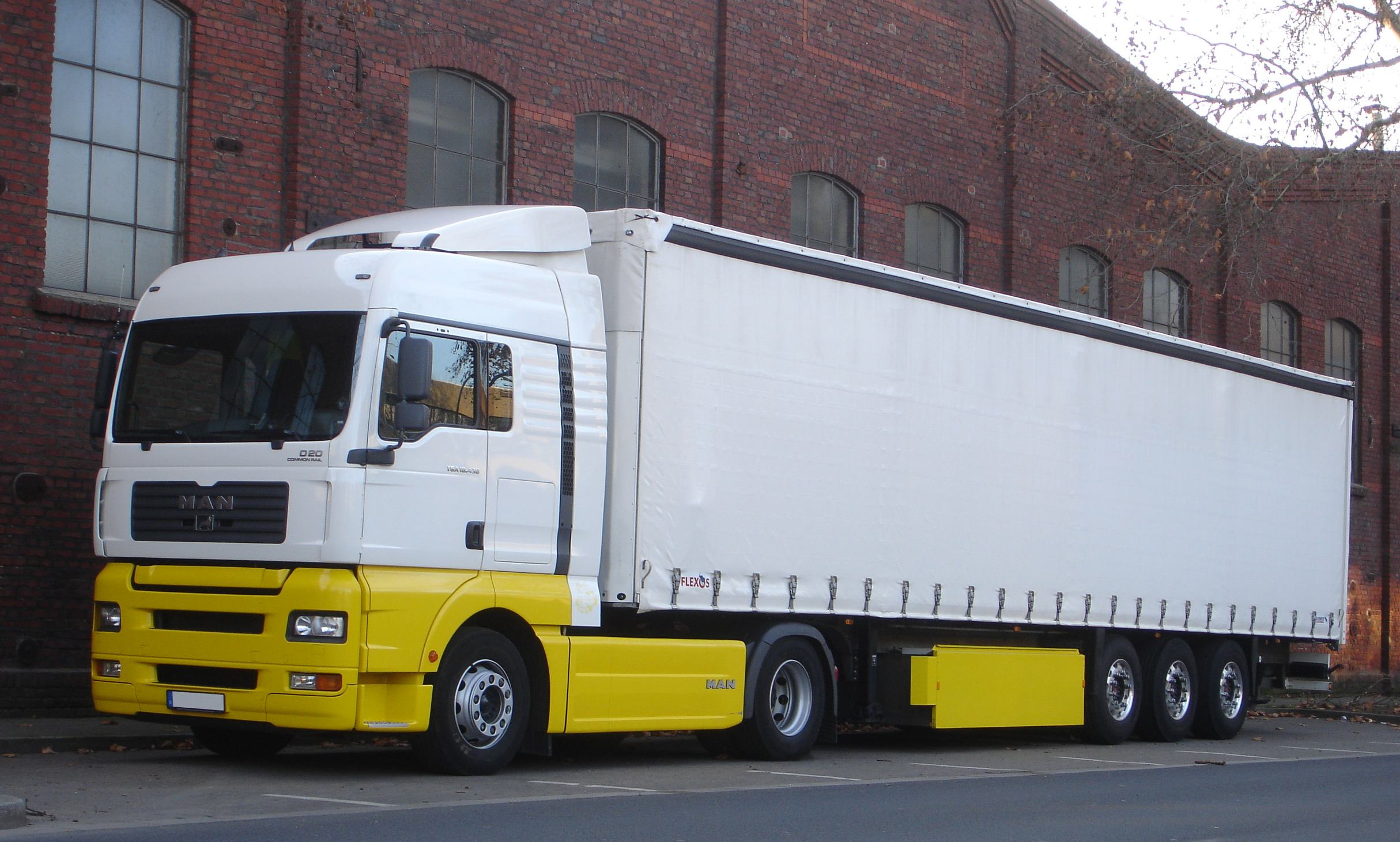
MAN TGA

De MAN TGA is het zwaarste model vrachtwagen van de Duitse vrachtwagenfabrikant MAN. Het verkreeg de titel Truck van het jaar bij de introductie in 2000 en werd geproduceerd tot 2011. Het was de opvolger van de MAN F2000. De MAN M2000 werd later min of meer opgevolgd door de MAN TGM. De TGA zelf werd deels opgevolgd door de MAN TGX en de MAN TGS.
De vrachtwagen wordt met aanvankelijk vijf cabine-uitvoeringen geleverd, later kwam daar een zesde bij. Op basis van de Dennis Olympus werd ook een speciale versie met lage instap aangeboden. Nieuw was dat de vrachtwagen remschijven rondom kreeg. Aandrijving kwam van een zescilinder dieselmotor van het type D28 met vermogen van 310 tot 510pk. Speciaal voor zwaartransport was er een V10 dieselmotor met 660pk leverbaar. Later kwam er een D20-motor bij, waarbij deze common-rail directe inspuiting hadden.

## Productie in andere landen
Nadat de vrachtwagen in Europa van de markt verdween, werd de vrachtwagen verder gebouwd in Polen voor o.a. Afrika, het Midden-Oosten. Assemblage vond ook plaats in Oezbekistan.
- Op basis van de de TGA werden bij Rheinmetall speciale militaire versies gebouwd.
- Het Britse ERF, dat in 2000 werd overgenomen, bouwde de ERF ECT, waarbij het grote verschil was dat hier optioneel Cummins-motoren gebruikt werden.
- Nadat MAN een aandeel van 25% nam in CNHTC, maakt deze firma ook gebruik van MAN TGA-cabines, in vrachtwagens met de merknaam Sitrak.
- Via Sitrak kwamen de cabines ook bij het Oekraïense KrAZ
- MAN nam in 2000 het Poolse Star over. Hier zijn enkele prototypes gebouwd met MAN TGA-cabine voor het Poolse leger.
- ÖAF was al langer onderdeel van MAN. Het enige verschil is dat op de grille ÖAF staat.
- Amico uit Iran produceert ook een vrachtwagen met TGA-cabine.

## Afbeeldingen

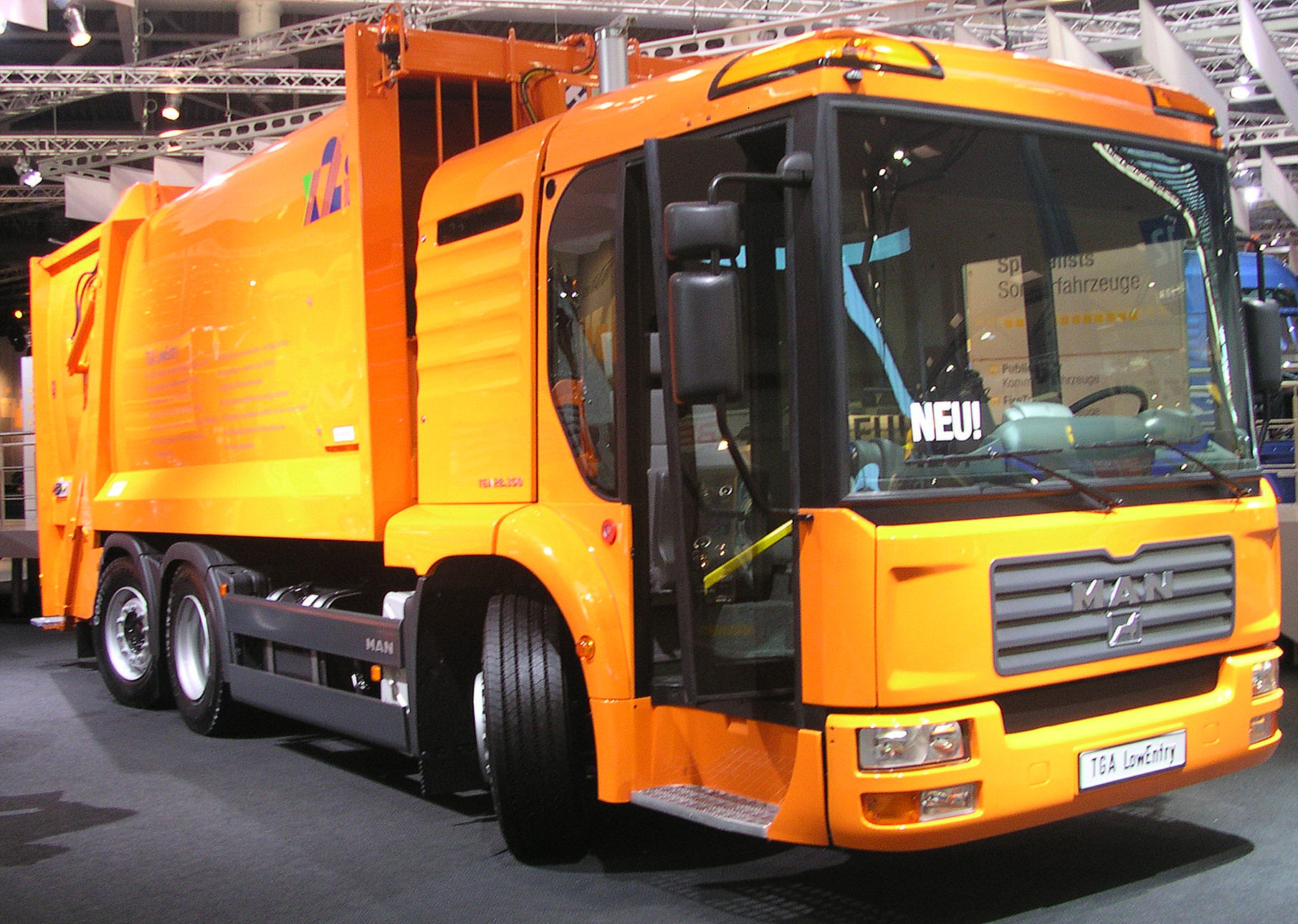
MAN TGA Low Entry
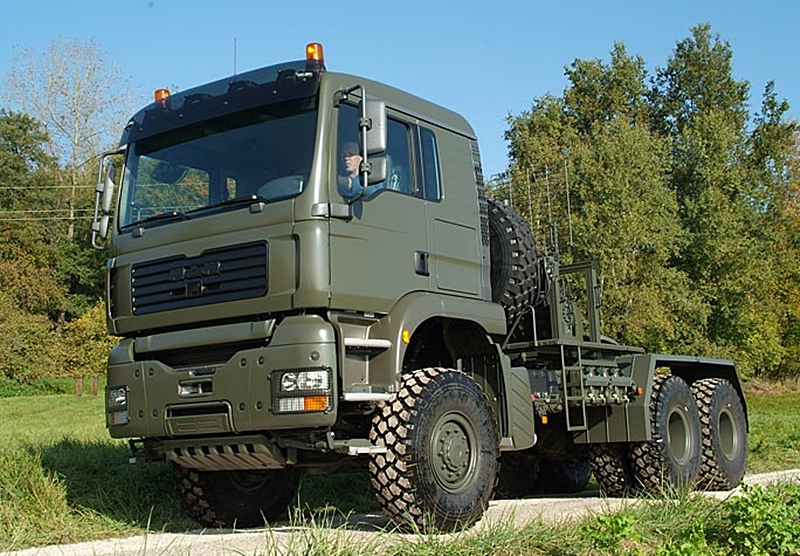
Rheinmetall TGA MIL
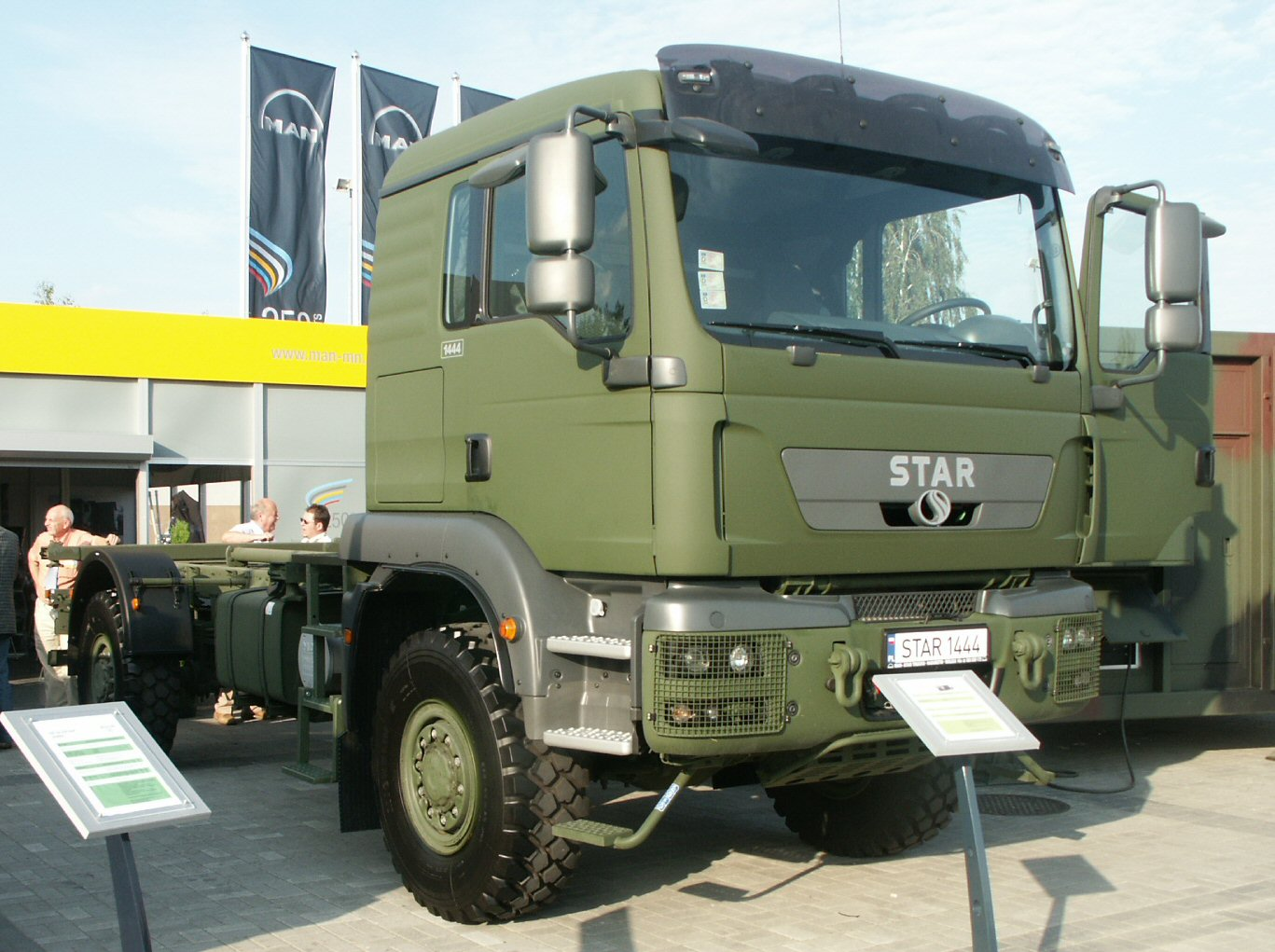
Star 14444
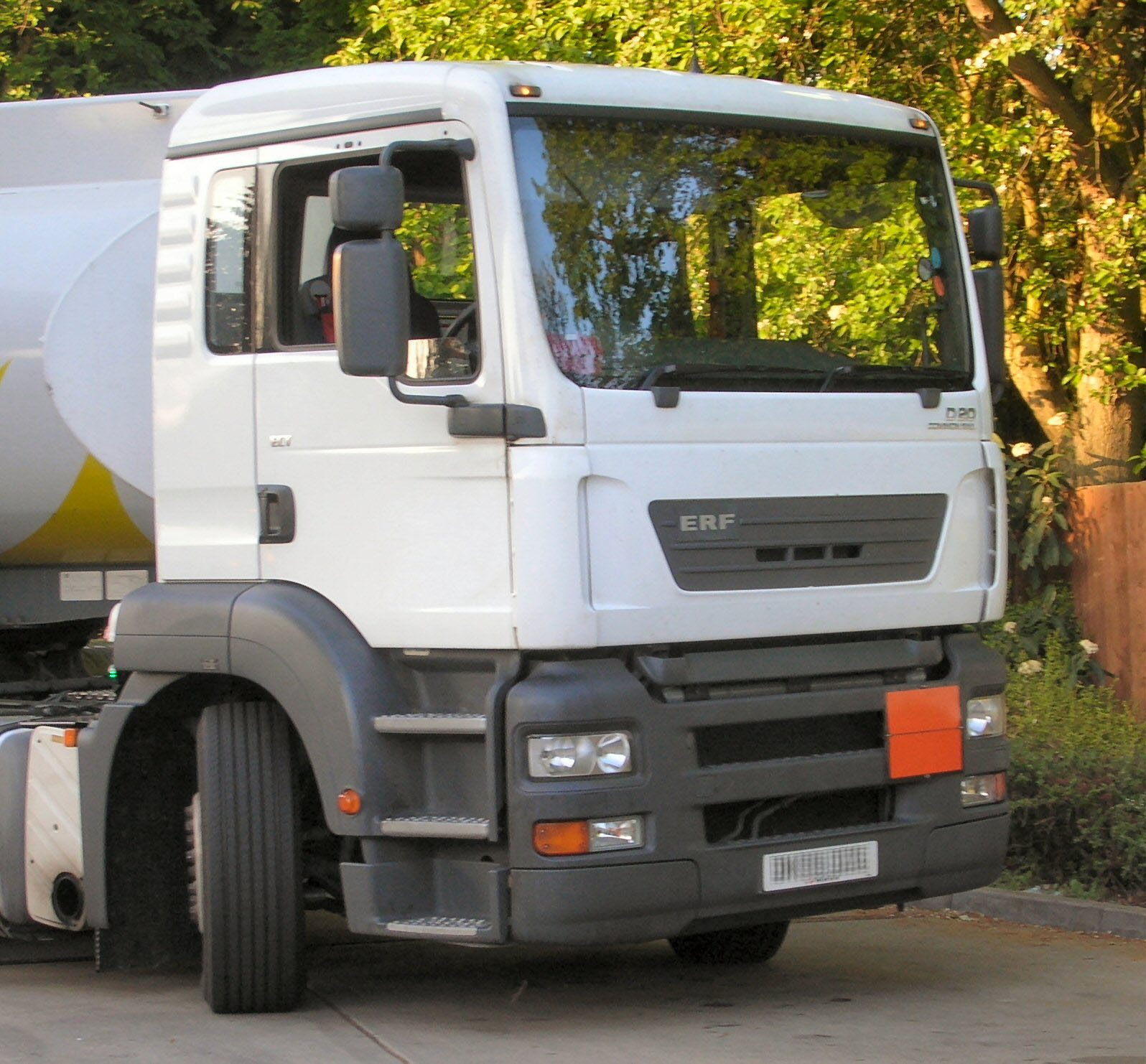
ERF ECT
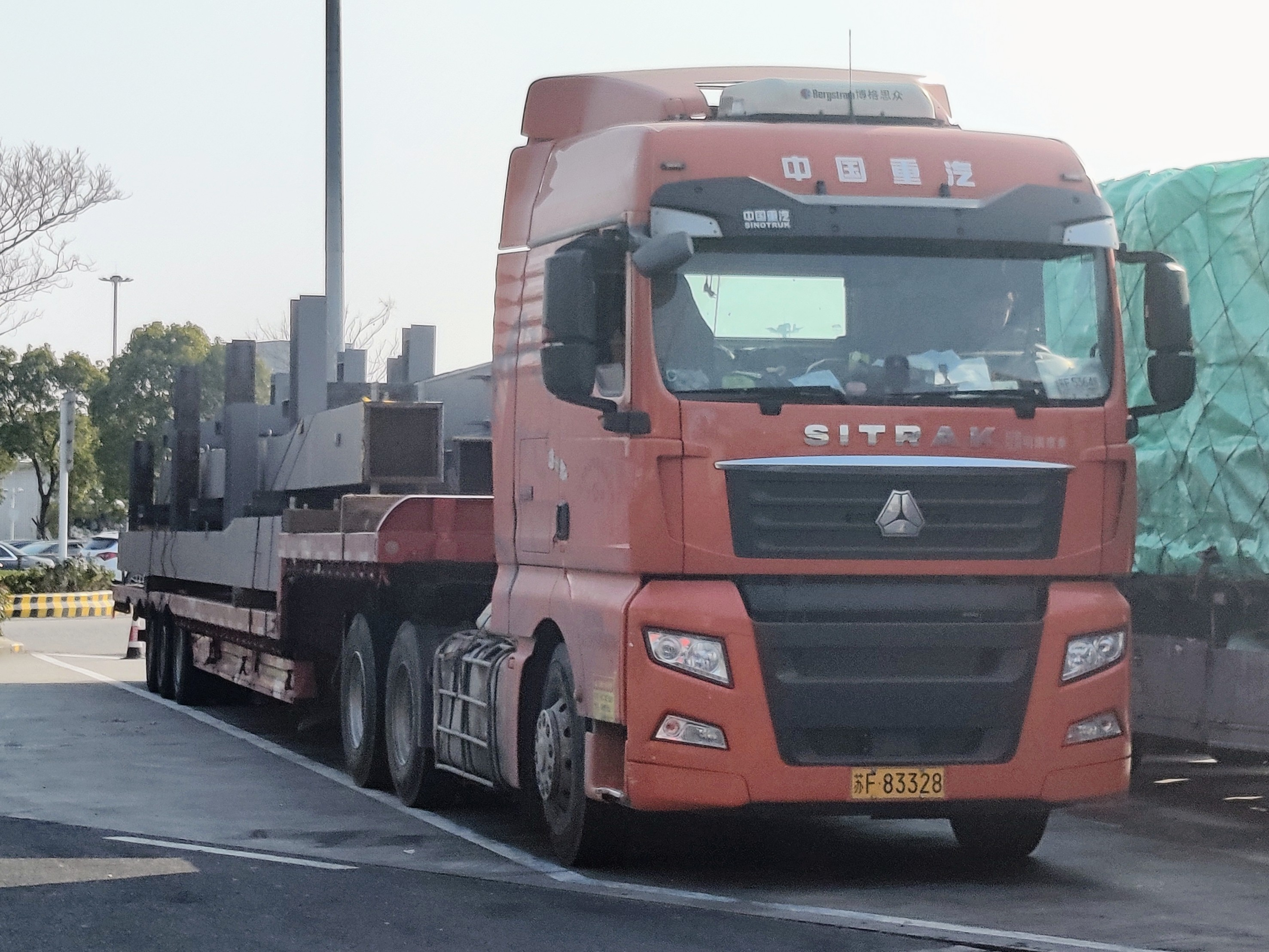
Sitrak G7
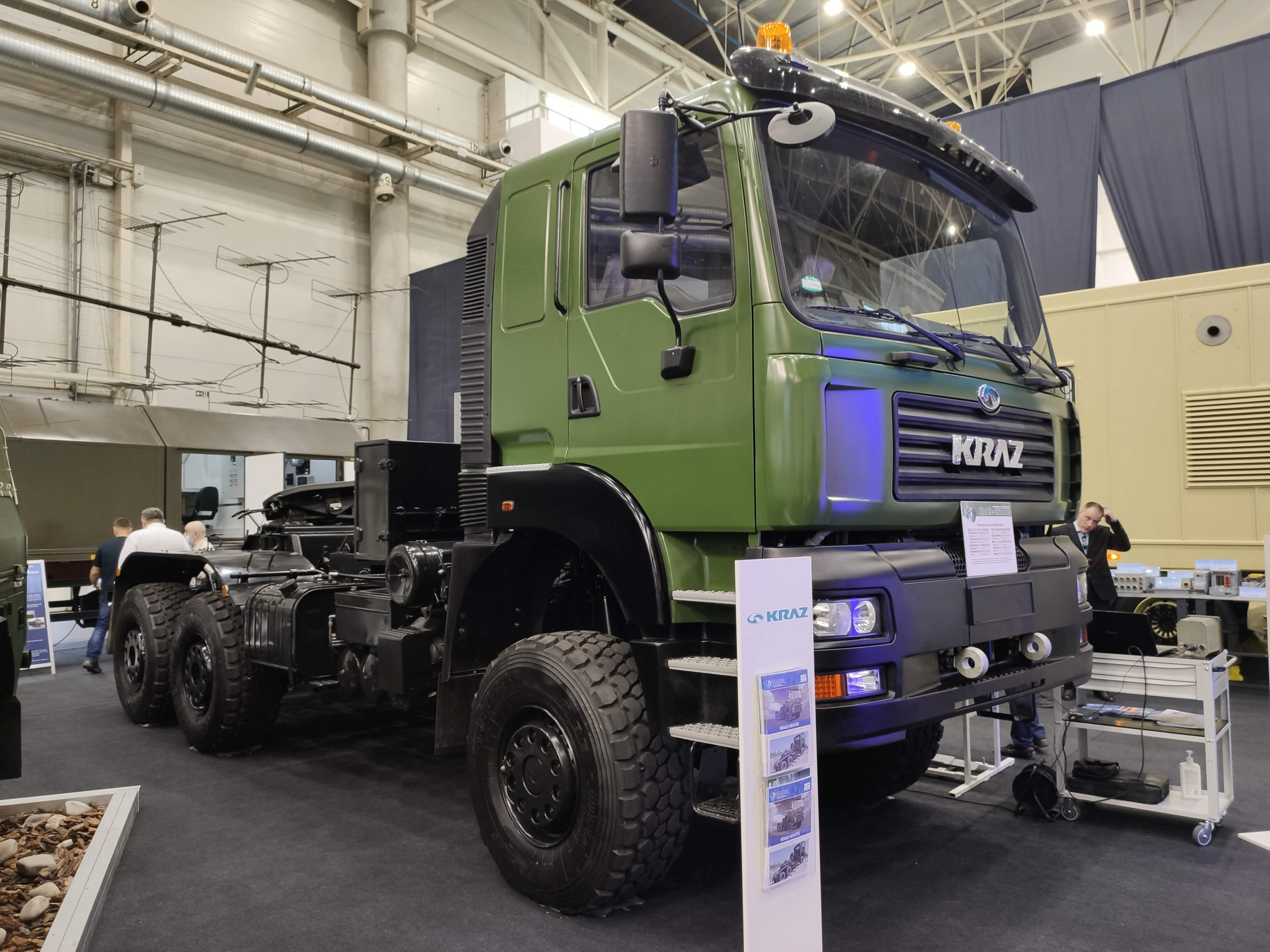
KrAZ 6510
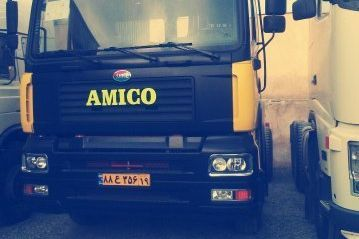
Amico